# Gheddo
Gheddo ist ein Lied des deutschen Rappers Eko Fresh, auf dem dieser von dem Rapper Bushido begleitet wird, und die erste Single aus dessen Album Hart(z) IV. Das Lied setzt sich inhaltlich mit den sozialen Missständen in dem Kölner Stadtteil Köln-Kalk auseinander und wurde am 4. Juni 2006 über das Sony-BMG-Sublabel Subword als Single veröffentlicht. Diese erreichte Platz 15 der deutschen und Platz 40 der österreichischen Singlecharts.

## Hintergrund
Der aus Mönchengladbach stammende Eko Fresh hatte 2003 mit König von Deutschland und Ich bin jung und brauche das Geld zwei Charterfolge verbuchen können und 2004 anschließend gemeinsam mit Valezka das R&B-lastige Album Life Of Valezka & Eko sowie das türkisch-sprachige Album Dünya Dönüyor – Die Welt dreht sich veröffentlicht. Insbesondere Letzteres erwies sich jedoch als kommerzieller Misserfolg und in der deutschen Rapszene erntete Eko für beide Werke mitunter erhebliche Kritik. Eko Fresh zog daraufhin in den Kölner Stadtteil Köln-Kalk um, gründete die Crew German Dream und veröffentlichte Ende des Jahres den Disstrack Die Abrechnung, in dem er mehrere deutsche Rapper verbal angriff. Dieser Titel trat eine Beef-Welle in der deutschen Rapszene los, die für zahlreiche Antworttracks sorgte. Einer von diesen war das Anfang 2005 veröffentlichte Das Urteil, in dem sich Ekos ehemaliger Kollaborateur und Förderer Kool Savas mehr als fünf Minuten lang über Eko Fresh ausließ. Das Urteil wurde von Kritikern als der höherwertige Titel und einer der bedeutendsten deutschsprachigen Disstracks aller Zeiten eingestuft. Über das ganze restliche Jahr blieben kommerzielle Solo-Veröffentlichungen von Eko Fresh daraufhin aus.
Für Gheddo, die erste Single seines zweiten Solo-Albums Har(z) IV, holte sich Eko Fresh die Unterstützung des Berliner Rappers Bushido, in dessen Umfeld sich Fresh bereits zuvor mit dem gemeinsamen Fler-Disstrack Flerräter sowie seiner Beteiligung an dem ersguterjunge-Labelsampler Nemesis begeben hatte. Bushido wird gemeinsam mit Sido die Etablierung des deutschsprachigen Straßenraps im ersten Jahrzehnt des 21. Jahrhunderts zugeschrieben. In der deutschen Hip-Hop-Szene wurde Eko Fresh deshalb auf Grund der Veröffentlichung von Gheddo erneut mit Vorwürfen konfrontiert, dass er zu oft sein Image wechseln würde.

## Entstehung
Wie das gesamte Album Hart(z) IV nahm Eko Fresh eigenen Angaben zufolge Gheddo vollständig im Schlafzimmer des Produzenten Kingsize auf.

## Inhalt
Eko Fresh und Bushido stellen in Gheddo ein soziales Problemgebiet da, dessen Leben von Drogenhandel, Prostitution und Gefängnisaufenthalten gezeichnet ist. In diesem Zusammenhang enthält das Lied auch mehrere direkte Anspielungen auf Peter Hartz, den Namensgeber der als Hartz-Konzept bekanntgewordenen Arbeitsmarkt-Reformen der frühen 2000er Jahre. Der Kölner Stadtteil Gremberg wird im Lied als „Grembranx“ bezeichnet.
Eko Fresh betonte in Interviews, das Lied nicht als Gangsta-Rap, sondern als „Realitäts-Rap“ verstanden wissen zu wollen, der seine persönlichen Eindrücke in Köln-Kalk widerspiegelt. Ebenso bezeichnete er Gheddo gleichzeitig als tiefgründigsten Anspieltitel seines Albums Hart(z) IV.

## Titelliste
Neben der Album-Version von Gheddo sind auf der Single zwei Remixe des Titels enthalten. Auf dem Turkish Remix rappt Eko Fresh, der türkischer Abstammung ist, auf Türkisch und wird dabei von den türkischsprachigen Rappern Ceza, Killa Hakan und Yener begleitet. Auf dem Evangelium Remix wird Fresh von den German-Dream-Mitgliedern Capkekz, Farid Bang, Ice-H, Kay One, Muroh und Summer Cem begleitet. Darüber hinaus enthält die Single die Lieder Ich bin ein Outlaw und Liebe Nachbarin. Auf dem Titel Ich bin ein Outlaw ist neben La Honda auch die US-amerikanische Rap-Gruppe Outlawz vertreten. Eko, der mehrfach betont hatte, bekennender Fan von dem 1996 verstorbenen Outlawz-Mitglied Tupac Shakur gewesen zu sein, verwirklichte sich damit eigenen Angaben zufolge einen persönlichen Traum.
Mit Ausnahme von Ich bin ein Outlaw, für dessen musikalische Gestaltung sich Thai & Zero verantwortlich zeigten, wurden alle Titel der Single von Kingsize produziert.
1. Gheddo (feat. Bushido) – 3:50
2. Gheddo (Turkish Remix) (feat. Ceza, Killa Hakan & Yener) – 3:48
3. Gheddo (Evangelium Remix) (feat. Capkekz, Farid Bang, Ice-H, Kay One, Muroh & Summer Cem) – 3:50
4. Ich bin ein Outlaw (feat. La Honda & The Outlawz) – 4:27
5. Liebe Nachbarin – 2:31

## Vermarktung

### Musikvideo
Zu Gheddo wurde unter der Regie von Hinrich Pflug von der Katapult Filmproduktion GmbH ein Musikvideo aufgenommen, das am 11. Mai 2006 Premiere bei der MTV-Sendung Total Request Live feierte. Dieses ist vollständig in schwarz-weiß gehalten und zeigt den Tagesablauf eines von Ozan Aksu gespielten Jungen, der in Köln u. a. den laufenden Schulunterricht verlässt und mit Schusswaffen in Kontakt gerät. Im Verlauf des Videos begegnet dieser Junge kurzzeitig Eko Fresh und Bushido, die in den sonstigen Szenen des Videos rappend gezeigt werden. Zum Ende des Videos begegnet der Junge gemeinsam mit einem Freund in einer Tiefgarage, in der zuvor Eko Fresh und Bushido rappend gezeigt wurden, zwei erwachsenen Männern. Da alle Beteiligten bewaffnet sind, eskaliert die Situation und der Junge wird von einem Schuss getroffen.
Seit seiner Wiederveröffentlichung auf dem offiziellen YouTube-Channel von Bushido im August 2012 wurde das Musikvideo zu Gheddo über 16 Millionen Mal (Stand: November 2024) angesehen.

### TV-Auftritte
Am 6. Juni 2006 war Eko Fresh bei Total Request Live zu Gast, um die Single zu bewerben. Bushido blieb den Aufzeichnungen dabei nach Angaben Eko Freshs aus Protest gegen die Weigerung des Senders, das Musikvideo zu der Single Womit hab ich das verdient? seines Schützlings Baba Saad zu spielen, fern.

## Kommerzieller Erfolg
In seiner ersten Verkaufswoche stieg Gheddo in den deutschen Single-Charts als zweithöchster Neueinsteiger auf Platz 15 ein. Insgesamt hielt sich Gheddo 13 Wochen in den Top 100. Damit ist das nach Ich bin jung und brauche das Geld, das im Jahr 2003 Platz 5 erreichte, die Eko-Fresh-Single mit dem zweitlängsten Chartaufenthalt und gemeinsam mit König von Deutschland aus dem Jahr 2003 die zweithöchstplatzierte Single des Künstlers. 2006 gehörte sie in Deutschland zu den 100 meistverkauften Singles des Jahres.
Darüber hinaus ist Gheddo in Österreich, wo das Lied am 16. Juni 2006 auf Platz 69 einstieg und zwei Wochen später auf Position 40 seinen Höchststand erzielte, die erste in den Charts platzierte und bis zur Veröffentlichung des Joko Diss im April 2014 höchstplatzierte Eko-Fresh-Single. Für Bushido stellte Gheddo zum Zeitpunkt der Veröffentlichung seine bisher höchste Single-Chartplatzierung in Österreich dar. In Deutschland erreichte er mit dem Lied nach Endgegner/Staatsfeind Nr. 1 seine bis zu diesem Zeitpunkt zweithöchste Single-Chartplatzierung und den bis heute höchsten Einstieg eines Liedes, auf dem Bushido als Gastkünstler vertreten ist.
| ChartsChartplatzierungen | Höchstplatzierung | Wochen |
| ------------------------ | ----------------- | ------ |
| Deutschland (GfK)        | 15 (13 Wo.)       | 13     |
| Österreich (Ö3)          | 40 (9 Wo.)        | 9      |

| ChartsJahrescharts (2006) | Platzierung |
| ------------------------- | ----------- |
| Deutschland (GfK)         | 96          |

## Liveauftritte
Bei der Verleihung des Grimme-Preises 2014 rappte er, begleitet von Klaus Doldinger, die textlich leicht veränderten Strophen von Gheddo über die von Doldinger komponierte Titelmelodie der Krimi-Fernsehreihe Tatort. Bereits im Januar 2014 hatte Eko Fresh bei der Releaseparty von Psaiko.Dinos Debütalbum #hangster Gheddo über die Melodie von Haftbefehls Chabos wissen wer der Babo ist gerappt. Außerdem ist Gheddo regelmäßiger Teil von Eko Freshs Live-Konzerten.

## Fortwirkung

### Gheddo in anderen Liedern
Die Gheddo-Textzeile „Ihr habt alle reiche Eltern und sagt Deutschland hat kein Ghetto“ wird von Bushido auf dem Lied Nie ein Rapper II von dessen 2014 erschienenem Album Sonny Black sowie leicht abgewandelt auf dem Titel Ich rap für des 2009 gemeinsam mit Fler veröffentlichten Carlo Cokxxx Nutten 2 zitiert.
Eko Fresh selbst verweist in dem 2012 als Vorabsingle seines Albums Ek to the Roots veröffentlichten Titel Diese zwei, auf dem er erstmals seit knapp sechs Jahren wieder mit Bushido zusammenarbeitete, auf Gheddo. Für den Refrain des ebenfalls auf Ek to the Roots veröffentlichten Titels Es muss sein verwendete Eko Fresh außerdem die letzte Hälfte seiner eigenen Gheddo-Refrainzeile „Eko Fresh, Ghetto-Chef, Junge, denn es muss sein“ wieder, auf die er auch auf seinem wenig später erschienenen dreißigminütigen Freetrack 700 Bars verweist.

### Fortsetzung
Im Laufe der Jahre lieferte Eko Fresh mehrere Fortsetzungen des Liedes. Die erste trug 2008 den Titel Ich bleibe hier (Gheddo 2) und wurde, mit einem Gastbeitrag Eko Freshs, vom Rapper Intikam veröffentlicht. 2010 nahm Eko Fresh für sein Mixtape Freezy Bumaye 1.0 – Es kann nur einen geben gemeinsam mit Ado Kojo eine weitere Fortsetzung mit dem Titel Gheddo Part 3 auf.
Im Herbst 2014 veröffentlichte Eko Fresh als Vorabsingle zu seinem Album Deutscher Traum mit Gheddo Reloaded erstmals auch einen kommerziellen Nachfolger zu Gheddo. In dieser Version übernahm Sido den Gastpart. Bushido gab in Interviews an, dass er trotz seines guten persönlichen Verhältnisses zu Eko Fresh nicht an dem Lied habe beteiligt sein wollen, da Eko Deutscher Traum über das Label Punchline des Aggro-Berlin-Mitbegründers Jens „Spaiche“ Ihlenfeld veröffentlichte, mit dem der ehemalige Aggro-Berlin-Künstler Bushido eine weitere Zusammenarbeit verweigerte. Gheddo Reloaded erreichte in Deutschland Platz 74 der Single-Charts.